# Kinderzirkus
Unter Kinderzirkus, auch Mitmachzirkus, werden Zirkusprojekte verstanden, bei denen Kinder und Jugendliche Erfahrungen als Artisten und Zirkuskünstler in einer echten Zirkusumgebung sammeln können. Kinderzirkus wird meist von Zirkusunternehmen angeboten, die sich in ihrem Winterquartier befinden oder generell ortsfest sind. Sehr eng mit dem Kinderzirkus verwandt sind Kinder-Zauberschulen, die auch als Sonderform des Kinderzirkus verstanden werden können. Der inzwischen an vielen Schulen angebotene Wahlkursbereich Artistik (z. B. Jonglieren) zählt dabei nicht zum Oberbegriff Kinderzirkus.

## Pädagogisches Konzept
Die Idee des Kinderzirkus entstand in Europa in den 1970er Jahren als pädagogische Angebotsform, die sich die Faszination und Anziehungskraft des Zirkus zunutze macht. Er soll Kindern und Jugendlichen eine Plattform bieten, nicht nur die Zirkuswelt, sondern auch ihre eigenen Fähigkeiten und Grenzen kennenzulernen. Sportlich-akrobatische Aktivitäten stehen im Vordergrund. In der ungezwungenen, sehr stark die Phantasie und Kreativität der Kinder ansprechenden Zirkusumgebung werden Fähigkeiten und Talente entdeckt und gefördert, die im alltäglichen Leben nur schwer zum Vorschein kämen.
Die Mitwirkung im Kinderzirkus gibt nicht nur die Möglichkeit spannende Bewegungserfahrungen zu machen. Durch das gemeinsame Werk „Zirkusnummer“ etablieren sich nachhaltig wirksame, positive soziale Effekte. Anstrengung und soziale Kompromissfähigkeit der jungen Künstler wird durch die unbestechliche Anerkennung der Zuschauer belohnt. Dies stärkt das Selbstvertrauen und motiviert dazu, mehr aus sich herauszuholen. Es baut soziale Barrieren ab und macht offen für Kontakte. Die Zirkusatmosphäre ist „Urlaub vom Alltag“. So fällt es Menschen leichter, sich für neue Erfahrungen zu öffnen. Bei der abschließenden Vorstellung verstärken die positiven Emotionen den nachhaltig wirksamen Transfer in den Alltag.
Der Kinderzirkus wird nicht als Rekrutierungsveranstaltung für Zirkusnachwuchs verstanden. Zu diesem Zweck existieren Zirkusschulen, die den meist bereits aus Artistenfamilien stammenden Zirkusnachwuchs ausbilden. Im Gegensatz zum Kinderzirkus herrscht in Zirkusschulen ein straffes Ausbildungsprogramm und harter Drill, der die Auszubildenden auf den anstrengenden und schweren Zirkusalltag vorbereitet. Der Begriff Zirkusschule wird allerdings auch synonym für Kinderzirkus verwendet, bzw. bieten Zirkusschulen auch Kinderzirkus an.

## Formen des Kinderzirkus
Kinderzirkusprojekte gibt es in verschiedenen Erscheinungsformen. Sie unterscheiden sich in Trägerschaft, Dauer, Zielgruppe und Zielsetzung. Fast jede pädagogische Einrichtungsform bringt auch eine besondere Spielart an Kinder- und Jugendzirkusprojekten hervor. Neben Angeboten im Rahmen von Ferienspielen oder Stadtranderholung der Jugendämter gibt es beispielsweise Wochenendprogrammen und -kurse von Bildungseinrichtungen und Kreativitätsschulen. Insgesamt steigt die Zahl der in Zusammenarbeit mit Schulen oder Jugendvereinen durchgeführten Veranstaltungen. Dabei gibt es Kinderzirkusprojekte in jeder Schulform vom Elementarbereich bis zur Förderschule. Inzwischen gibt es allein in Deutschland über 200 solcher Projekte mit verschiedenen Schwerpunkten. Sowohl Jugendämter als auch Vereine, Schulen, Verbände und Initiativen haben die Zirkusarbeit im Rahmen ihrer pädagogisch ausgerichteten Kinder- und Jugendkulturarbeit verankert. So hat die Förderung der artistischen Fähigkeiten von Kindern und Jugendlichen auch Einzug in den Schulalltag gehalten. Neben diesen aus Einrichtungen „gewachsenen“, stationären Projekten gibt es auch Unternehmen, die Zirkus als pädagogisches Projekt anbieten und mit den genannten Institutionen zusammenarbeiten. Dabei kann es sich sowohl um Familienzirkusunternehmen als auch um selbständige Zirkuspädagogen, Erlebnispädagogen und Artisten handeln.
Meistens wird auf die Aufführung einer vollständigen Zirkusvorführung hingearbeitet. So üben sich die Kinder und Jugendlichen nebenbei in der Bewältigung organisatorischer und die Zusammenarbeit fördernder Aufgaben, die rund um eine Zirkusveranstaltung anfallen. Üblich sind auch mehrstündige Workshops, die auch als Rahmenprogramm für Geburtstagsfeiern angeboten werden. In zunehmendem Maße gibt es Kinderzirkusprojekte, die ähnlich den Sportvereinen funktionieren und den Kindern und Jugendlichen ganzjährig als Freizeitbeschäftigung zur Verfügung stehen. Jedes Unternehmen das Kinderzirkus anbietet, hat seine eigenen Schwerpunkte. In permanent stationären Kinderzirkussen kann auch die Arbeit mit Tieren angeboten werden.